# Enrico Guidoni
Enrico Guidoni (Carrara, 14 ottobre 1939 – Roma, 28 giugno 2007) è stato uno storico italiano. 
È considerato il fondatore della moderna storia dell'urbanistica. Architetto e docente universitario, è stato anche studioso di storia dell'architettura e storia dell'arte.

## Biografia
Frequenta la facoltà di architettura dell'Università degli studi di Roma "La Sapienza", laureandosi con Guglielmo De Angelis D'Ossat, di cui diviene assistente. Successivamente intraprende una breve collaborazione professionale con Paolo Portoghesi, documentata da alcuni studi sull'impiego nella progettazione di matrici curvilinee di estrazione barocca. In qualità di assistente alla direzione concorre, redigendo numerose voci, alla compilazione del Dizionario enciclopedico di architettura e urbanistica – DAU (1968), diretto dallo stesso Portoghesi.
Negli stessi anni i suoi interessi scientifici sono diretti verso la storia dell'urbanistica, in particolare si impegna nello studio delle modalità di nascita e fondazione dei centri urbani durante il medioevo. Teorizza e individua, in questo ambito, i principali modelli adoperati per il progetto delle strade, delle piazze e delle città di nuova fondazione, la cui applicazione permette di datare i principali centri italiani ed europei.
Nel 1972 inizia la sua carriera di docente universitario, prima presso l’Università Iuav di Venezia e, dopo quattro anni, prosegue presso la Facoltà di Architettura dell’Università degli Studi di Palermo. Dal novembre del 1980, in qualità di professore ordinario, assume la titolarità della cattedra di Storia dell'urbanistica presso l'Università degli Studi di Roma "La Sapienza", che manterrà fino alla sua scomparsa. Nello stesso ateneo diventa docente di Istituzioni di storia dell'arte presso la Scuola di specializzazione in restauro dei monumenti, docente di Storia dell'architettura moderna e coordinatore del dottorato di ricerca in "Storia della città", attivo tra il 1995 e il 2007.
In quarantacinque anni di ricerche e di studi Enrico Guidoni ha dato alle stampe oltre settecento contributi, comparsi nella forma di monografie, saggi, voci enciclopediche, articoli, atti di convegni, testi di conferenze, introduzioni, editoriali. Alcune riviste di grande diffusione, da lui fondate e dirette, contribuiscono in modo determinante al dibattito internazionale e alla conoscenza dei progetti delle città nella storia: la rivista Storia della Città, edita dal 1976 al 1993, e dal 1981 la rivista Storia dell'urbanistica, annuario nazionale di storia della città e del territorio, pervenuto oggi alla terza serie e riconosciuto classe A tra le riviste scientifiche ANVUR area 08, caratterizzato da un taglio monografico dei propri fascicoli, divisi in ordinari e speciali. A queste pubblicazioni si aggiunge una nutrita serie di collane destinate a raccogliere, in campi diversi, studi e ricerche utili a stimolare il dibattito, metodologico e interdisciplinare, sui grandi temi storiografici che coinvolgono la città e l'ambiente.
Con l'intento di accomunare accademici e giovani studiosi nello svolgimento di ricerche sulla storia degli insediamenti e del territorio, nel 1986 Enrico Guidoni fonda l'Associazione Storia della Città: Centro internazionale di studi per la storia della città, fonti d'archivio e patrimonio architettonico-ambientale, istituzione culturale riconosciuta dal Ministero della cultura ai sensi della legge 17 ottobre 1996, n. 534. Nel 2001 crea il sito dell'Associazione Storia della Città, primo in Italia dedicato interamente alla storia dell'urbanistica. Dal 2003, sotto la sua direzione, l'Associazione Storia della Città pubblica inoltre, con periodicità annuale, Il Tesoro delle Città. Strenna dell'associazione Storia della Città, il quale ospita articoli e saggi dei soci di argomento miscellaneo.
Parallelamente approfondisce temi di ricerca legati alla storia dell'architettura e alla storia dell'arte, talvolta in relazione con il progetto delle città. Particolare rilievo assumono gli studi dedicati al Mosè di Michelangelo, alle opere di Giorgione e ad altri artisti del Rinascimento. 
Tra i ruoli rivestiti durante la sua carriera si sottolinea quello di membro italiano della Commission Internationale pour l'Histoire des Villes e, per molti anni, quello di coordinatore nazionale delle ricerche del Ministero dell'Università e della ricerca per il settore della storia urbanistica e territoriale.

## Storia dell'urbanistica
Enrico Guidoni dedica la maggior parte della sua attività didattica e di ricerca alla storia dell’urbanistica, definendo i caratteri della moderna disciplina e la sua autonomia. 
A partire dai primi anni Sessanta il campo delle ricerche di Guidoni si incentra sullo studio della città medievale, di cui enuclea e valorizza le componenti organiche e progettuali, in opposizione alla tendenza a ravvisarvi, sulla scorta della storiografia di estrazione idealistica, caratteri approssimativi e spontanei. In questa prospettiva, sulla base di metodologie rigorosamente comparative, affronta lo studio delle città maggiori e degli insediamenti cosiddetti minori, con riferimento ai quali cura, insieme a Federico Zeri, il volume a loro dedicato nella collana Storia dell'arte italiana.
Pubblica altresì, negli stessi anni, opere fondamentali sull'architettura primitiva, tradotte in molte lingue, e sui percorsi processionali e rituali nelle città e nelle campagne, di cui approfondisce le componenti etnografiche ed antropologiche.
Le sue proposte riguardano la rilettura dei processi di fondazione e sviluppo delle città medievali europee, secondo metodi innovativi che coniugano i dati archivistici e archeologici con il radicale rinnovamento delle metodiche di ricostruzione delle regole progettuali adottate nel tempo, rappresentate su innovative immagini planimetriche basate sui catasti storici e sui rilievi sul campo. Ne derivano nuove interpretazioni sulle strategie di posizionamento delle cattedrali, delle chiese degli ordini mendicanti lungo il Duecento e il Trecento, sulle dinamiche di inurbamento e lottizzazione delle aree residenziali, sulle differenti prassi adoperate nei singoli stati. 
Fin dalle iniziali indagini sulle città delle Toscana (Firenze, Siena, Pisa, San Giovanni Valdarno) Guidoni decodifica, con meticoloso riferimento alle condizioni culturali e tecniche dei contesti, i linguaggi urbanistici specifici, le dinamiche della committenza, in serrati confronti con le norme statutarie e le testimonianze notarili. Studi che si intessono con le analisi delle componenti tecniche e simboliche sottese a ciascun atto progettuale, considerato quale esemplificazione in chiave urbanistica di interpretazioni culturali rilevabili di volta in volta nell'arte, nell'evoluzione delle pratiche di rilievo e disegno dello spazio, nell'opera infine più alta dei più importanti maestri, quali Arnolfo di Cambio, Alberti, Michelangelo, Leonardo.
All'apertura del campo di indagini all'ambiente medievale europeo, in un sistematico confronto tra le condizioni storiche e la datazione delle fasi di sviluppo urbanistico dei contesti, segue una importante fase di studi, ricerche e pubblicazioni che interessano il tardo medioevo, il tempo rinascimentale e la prima età moderna. Agli approfondimenti su Roma seguono amplissimi interessi che corrono tra gli studi sulle città sudamericane nella prima età moderna, sull'urbanistica nel mondo Mediterraneo e di influenza islamica, sulle analisi di contesti tipologici e costruttivi quali quelli delle case a torre, delle case a schiera, dei palazzi nobiliari progettati in relazione spaziale con lo spazio pubblico. Studi sui giardini rinascimentali, su grandi impianti urbanistici novecenteschi dal prioritario significato simbolico e politico, sulle piazze italiane del centro sud, rappresentano solo alcuni ulteriori aspetti della produzione guidoniana.

## Storia dell'arte
La componente progettuale degli insediamenti è messa in relazione da Guidoni con le coeve manifestazioni artistiche, permettendo allo studioso di proporre inedite interpretazioni nel campo della storia dell'arte. 
I risultati delle prime ricerche in questo campo, affidati al volume monografico sul Mosé di Michelangelo, preceduto l'anno prima da un lungo contributo sul pittore ferrarese Cosmé Tura, coincidono con la pubblicazione di Arte e urbanistica in Toscana 1000-1315, che mette in luce le correlazioni tra la componente progettuale degli insediamenti medievali e le coeve manifestazioni artistiche. L'analisi dei modelli spaziali del Rinascimento, inaugurata dalla pubblicazione del saggio sulla gigantesca scultura michelangiolesca di San Pietro in Vincoli, lo avvicina alla questione dell'identificazione della spiritualità dell'artista con quella delle proprie creazioni. Il saggio è ripubblicato nel 1982, con un corredo fotografico appositamente realizzato da Piero Berengo Gardin. 
L'interesse per la storia dell'arte si concretizza in articolati studi su numerosi artisti rinascimentali e, a partire dal 1995, in una lunga serie di conferenze dedicate all'arte e agli artisti del XV secolo e del XVI secolo, tra cui Leonardo da Vinci, Giovanni Bellini, Vittore Carpaccio, Giorgione, Tiziano, Raffaello e Michelangelo, senza trascurare approfondimenti e indagini su altri protagonisti meno noti ma di altrettanto interesse. 
Negli interessi artistici di Guidoni un posto di primo piano è tuttavia riservato a Giorgione, artista ritenuto tra i massimi esponenti di quella corrente "ermetica", non priva di connotazioni religiosamente ereticali, volta a trasferire nelle opere d'arte significati antitetici al tema iconografico ufficiale, rintracciabili nelle vicende storiche, culturali e di cronaca che caratterizzano il suo tempo. Guidoni riporta al centro del dibattito scientifico l'esigenza di storicizzare e contestualizzare la pittura di Giorgione, dimostrando che molti dei cosiddetti "misteri" che si continuava a sostenere l'avvolgessero erano considerabili tali solo per le difficoltà degli studiosi di ricostruire le chiavi interpretative della sua produzione e a cogliere il nesso stringente tra parola e immagine (rebus e giochi linguistici) e tra gestualità e significati. Si chiarisce in tal modo che la rifondazione della storiografia giorgionesca non avrebbe potuto passare che attraverso l'analisi particolareggiata di ciascun dipinto e delle sue ascendenze o derivazioni da altre testimonianze artistiche.
Attratto dalle qualità espressive della scultura e dai suoi linguaggi, Guidoni inaugura inoltre la propria collezione di piccola scultura italiana, includendo opere, bozzetti e modelli otto-novecenteschi, tra i quali, per il secolo scorso, spiccano quelli di Duilio Cambellotti ed Ettore Ferrari. Da essa Guidoni trae ulteriori sollecitazioni e intuizioni per l'approfondimento dei legami tra scultura, architettura e antropologia.

## Città e territorio
L'attenzione di Guidoni per la storia della città, per le sue architetture e per la storia dell'arte si concretizza non solo negli studi e nella didattica ma anche in iniziative tangibili per il territorio e le comunità. 
Nel 1991 Enrico Guidoni ed Elisabetta De Minicis fondano il Museo della città e del territorio, esperimento museale attivato nella cittadina di Vetralla, dal 2008 parte del Sistema Museale di Ateneo dell'Università della Tuscia a cui è stato donato con un lascito testamentario. ll Museo è finalizzato a conservare la documentazione su temi legati alla storia dell’ambiente, del territorio, dei centri storici, dell’architettura e dell’arte, delle tecniche e dei mestieri tradizionali legati all’edilizia. L'iniziativa è stata supportata dall'istituzione di una collana di studi denominata Museo della città e del territorio e dal periodico Studi Vetrallesi. Quest'ultima, fondata nel 1998 e patrocinata dal Dipartimento di Architettura e analisi della città della Facoltà di Architettura dell'Università degli Studi di Roma "La Sapienza", ha accolto, fino al 2007, articoli interdisciplinari sulla Tuscia e il Lazio, sintesi di tesi di laurea, recensioni delle principali pubblicazioni locali e l'attività dell'Associazione Vetralla città d'arte. In particolare, per il Viterbese, ha messo a punto una metodologia di ricerca unica nel suo genere, atta a stendere una rete conoscitiva di discipline incrociate, sperimentata sul patrimonio storico-artistico della Tuscia.
Tale impegno nei confronti del territorio è stato sostenuto da diverse iniziative di sensibilizzazione delle amministrazioni locali, degli addetti ai lavori e della cittadinanza nei confronti della tutela e della valorizzazione dei centri storici. Un ruolo cruciale in tal senso hanno avuto le conferenze tenute presso il Museo della città e del territorio a partire dal 2001 e la partecipazione alla redazione dei Regolamenti per l'Ornato delle città di Viterbo, Calcata, Civitella San Paolo, e il Piano di Recupero di Calcata; attività che hanno permesso di evidenziare alcuni elementi fondamentali per il rilancio dei centri storici della Tuscia. Su questi aspetti una serie ricchissima di studi sulla Tuscia sono stati commissionati da Enrico Guidoni e da lui seguiti, come le tesi di Laurea e di Specializzazione ora conservate presso il Museo della città e del territorio, insieme a suoi approfondimenti disciplinari.
Tra le iniziative di valorizzazione delle città e dei beni culturali promosse da Guidoni è altrettanto significativa la collaborazione con il comune di Caprese Michelangelo e l'Associazione Storia della Città da lui promossa, finalizzata alla riorganizzazione, al potenziamento e alla valorizzazione dei beni culturali e delle tradizioni del territorio. Nel 2006, nell'ambito di questo progetto, Enrico Guidoni dona al Museo Michelangiolesco e alla comunità di Caprese la Collezione di "Piccola Scultura Italiana" creata a fini di ricerca scientifica che si armonizza perfettamente con il contesto che ora la accoglie.

## Pubblicazioni principali
- Enrico Guidoni, Il Campo di Siena, in «Quaderni dell’Istituto di Storia dell'Architettura dell'Università di Roma», serie XII, LXXI-LXXII,1965.
- Enrico Guidoni, Arte e urbanistica in Toscana 1000-1315, Biblioteca di storia dell'arte, 3, Bulzoni, Roma 1970.
- Enrico Guidoni, Michelangelo-Mosè: introduzione ai modelli spaziali del Rinascimento, Bulzoni, Roma 1970.
- Enrico Guidoni, Architettura primitiva, Milano 1975 .
- Enrico Guidoni, La città europea. Formazione e significato dal IV al IX secolo, Electa, Milano 1978.
- Enrico Guidoni, L'architettura popolare italiana, Laterza, Roma-Bari 1980.
- Enrico Guidoni, La città dal Medioevo al Rinascimento, Biblioteca di cultura moderna, 848, Laterza, Roma-Bari 1989.
- Enrico Guidoni, Storia dell'urbanistica. Il Duecento, Laterza, Roma-Bari 1989.
- Enrico Guidoni, L'urbanistica di Roma tra miti e progetti, Grandi opere, Laterza, Roma-Bari 1990.
- Enrico Guidoni, Storia dell'urbanistica. Secoli VI-XII, Laterza, Roma-Bari 1991.
- Enrico Guidoni, L'Arte di progettare le città. Italia e Mediterraneo dal Medioevo al Settecento, Università/strumenti, Edizioni Kappa, Roma 1992.
- Enrico Guidoni, Ricerche su Giorgione e la pittura del Rinascimento, Kappa, Roma 1998.
- Enrico Guidoni, Giorgione: opere e significati, Editalia, Roma 1999.
- Enrico Guidoni, Il Sacro Bosco di Bomarzo nella cultura europea, Davide Ghaleb, Vetralla 2006.